# 拉福什克羅辛 (路易斯安那州)
拉福什克羅辛（英語：Lafourche Crossing）是位於美國路易斯安那州拉福什堂區的一個普查規定居民點。

## 人口
根據2020年美國人口普查的數據，拉福什克羅辛的面積為10.90平方千米，當中陸地面積為10.90平方千米，而水域面積為0.00平方千米。當地共有人口2427人，而人口密度為每平方千米222.66人。